# Cambridgea antipodiana
Espèce
Synonymes
- Tegenaria antipodiana White, 1849

Cambridgea antipodiana est une espèce d'araignées aranéomorphes de la famille des Desidae.

## Distribution
Cette espèce est endémique de Nouvelle-Zélande.

## Publication originale
- White, 1849 : Descriptions of apparently new species of Aptera from New Zealand. Proceedings of the Zoological Society of London, vol. 1849, p. 3-6 (texte intégral).